# Еврокуб

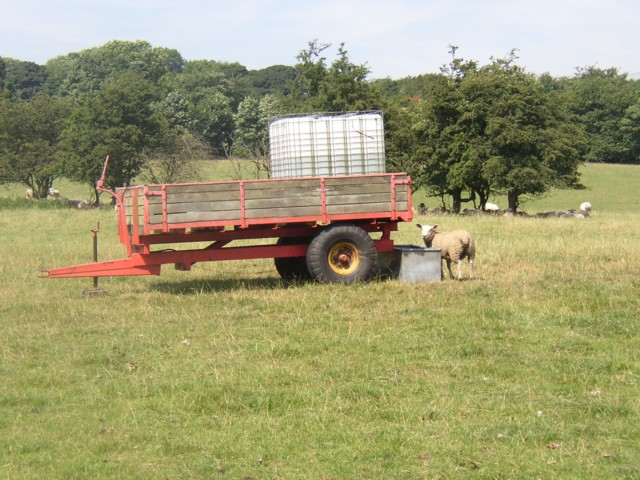
Еврокубы с водой для овец.

Еврокуб (IBC — от англ. Intermediate Bulk Container — средний насыпной контейнер), кубическая ёмкость, канистра, кубовая бочка — многоразовый среднетоннажный грузовой кубический контейнер. Еврокубы применяются в промышленности для перевозки и хранения жидких и сыпучих грузов. Еврокубы обладают ёмкостью как правило 1000 литров (в пять раз больше стальной бочки). Делятся на две основные категории — жёсткие контейнеры и мягкие контейнеры.
Еврокубы имеют жёсткую наружную упаковку — стальную обрешётку. В неё помещена пластиковая ёмкость, так называемая «колба» или «бутыль». Верхняя крышка крепится к основной части винтовым соединением. Еврокуб крепится на деревянном, стальном или пластиковом поддоне с помощью винтов и перемещается с помощью вилочного погрузчика или при помощи вертолёта. Концепция контейнера IBC была запатентована в 1992 году изобретателем Оливером Ди’Холландером, работавшим в компании Dow Corning Конструкция создана на базе патента «Сборный каркас, содержащий пластиковую ёмкость», полученного в 1988 году Дуайтом Николсом из компании Hoover Container Solutions
Транспортировка еврокубов производится разными способами. На разных видах транспорта помещается разное количество еврокубов:
- железнодорожные контейнеры — 10-21 куб (пустой)
- морские ISO-контейнеры — 20-44 куба
- автотрейлеры — 52 куба (пустой)
- железнодорожные вагоны — 52 куба